# Gare de La Chapelle-Saint-Mesmin
Gare de La Chapelle-Saint-Mesmin vasútállomás Franciaországban, La Chapelle-Saint-Mesmin településen.

## Vasútvonalak
Az állomást az alábbi vasútvonalak érintik:
- Párizs–Bordeaux-vasútvonal

## Kapcsolódó állomások
A vasútállomáshoz az alábbi állomások vannak a legközelebb:
- Gare des Aubrais - Orléans (Paris Gare d’Austerlitz)
- Gare de Chaingy-Fourneaux-Plage (Gare de Bordeaux-Saint-Jean)
- Gare d’Orléans